# Kościół Chrystusa Króla w Gdyni-Małym Kacku
Kościół Chrystusa Króla w Gdyni-Małym Kacku – rzymskokatolicki kościół parafialny znajdujący się w Gdyni w dzielnicy Mały Kack. Należy do dekanatu Gdynia-Orłowo archidiecezji gdańskiej.

## Historia
- 1 stycznia 1933 – utworzono dekanat gdyński. Tego samego dnia ustanowiono również kurację, której proboszczem został ks. Stefan Radtke
- 1934–1935 – przystąpiono do budowy plebanii. Solidność i rozmach budowli kontrastowały z budowlami Małego Kacka, zwanego wówczas „Drewnianą Warszawą”. Budowę zakończono w 1935, jednak nie dokańczając jej w 2/5 zamierzonej budowy ze względu na niewydolność finansową.
- 1945 – parafię objął ks. Robert Rompa. Dyrektor Liceum Plastycznego w Gdyni Wacław Szczeblewski namalował dla kościoła obrazy ukazujące stacje Drogi krzyżowej. Dzięki parafianom oraz ich pomocy dobudowano salkę parafialną.
- marzec–lipiec 1948 – wybudowano 26-metrową dzwonnicę kościelną, na której tego samego roku zawieszono trzy dzwony. Poświęcenia dzwonów i wieży dokonał bp chełmiński Kazimierz Kowalski.
- 5 czerwca 1955 – poświęcenie organów. Wykonawcą była firma Fryderyk Szwarc, Gdańsk-Kartuzy.
- 8 listopada 1957 – ks. Rompa przesłał do Kurii Biskupiej w Pelplinie prośbę o wpisanie w roczny plan budowlany 1958, budowy nowego kościoła w Małym Kacku. Argumentował ją zniszczeniami powojennymi oraz dotychczasową prowizoryczną zabudową.
- 30 czerwca 1958 – uzyskano zgodę na budowę nowego kościoła.
- 27 lipca 1958 – poświęcono kamień węgielny.
- 21 listopada 1970 – konsekracja kościoła. Dokonał jej Ordynariusz chełmiński: Kazimierz Kowalski.
- 1997 – wykonanie przez Mirosława Bruckiego obrazów do ołtarzy bocznych.
- 22 listopada 1998 – zawieszenie czterometrowej drewnianej rzeźby Chrystusa Uwielbionego. Autorem rzeźby jest artysta plastyk Antoni Manulik – dzieło jest darem rzeźbiarza dla kościoła[1].

## Dzwonnica
Przy kościele znajduje się 26-metrowa dzwonnica, wraz z trzema dzwonami:
| Imię       | Waga    | Ton  | Odlewnia                                           |
| ---------- | ------- | ---- | -------------------------------------------------- |
| „Maria”    | 1200 kg | g′   | T. Skrzeczkowski i J. Uciechowski (Warszawa), 1948 |
| „Szczepan” | 580 kg  | gis′ | T. Skrzeczkowski i J. Uciechowski (Warszawa), 1948 |
| „Józef”    | 450 kg  | c″   | T. Skrzeczkowski i J. Uciechowski (Warszawa), 1948 |